# Острів Бардсі
Острів Бардсі (англ. Bardsey Island, валл. Ynys Enlli), відомий як «Острів 20 000 святих». Розташований за 3,1 км від півострова Ллін у валлійському графстві Гвінед. Це четвертий за площею острів Уельсу.

## Історія
Острів був заселений в епоху неоліту. У V столітті він став притулком для християн, які втікали від переслідувань. На ному існував невеликий монастир.
В 516 році, святий Ейніон, король Лліну, запросив святого Кадфана переїхати на острів із його першої резиденції в Тивіні. Під керівництвом Кадфана було побудовано абатство Святої Марії. Впродовж багатьох століть, острів вважався місцем поховання для всіх сміливців на землі.
У 1188 році абатство все ще було місцевою установою. Багато людей досі щороку проходять шлях до Абердарона та Увхминідда слідами святих.
До сьогодні, залишилися лише руїни дзвіниці старого абатства 13-го століття. На острові серед руїн знаходиться Кельтський хрест, який є символом вшанування 20 000 святих, які, як вважається, поховані на ньому .

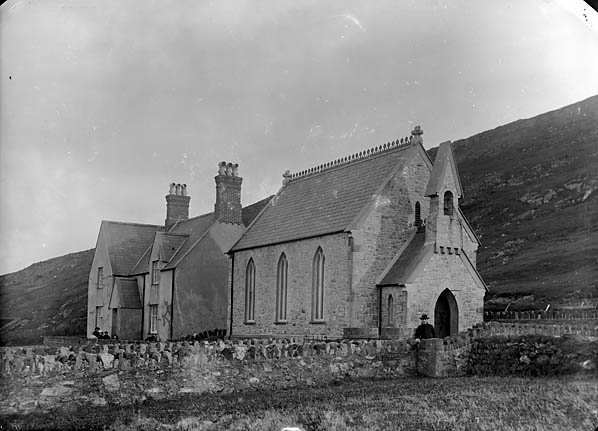
Каплиця Бардсі в 1885

В 584 році на острові поховали Святого Дейніола, єпископа Бангора. Святий Діфріг також був похований на острові Бардсі, хоча в 1120 році його останки були перенесені в Лландафф.
Наказом Генріха VIII було введено в дію Закон про ліквідацію малих монастирів (1536). Це призвело до розпуску абатства Святої Марії та знесення всіх його будівель у 1537 році.
У 16 столітті острів належав серу Джону Вінну — прапороносцю Едуарда VI під час повстання Кетта в Норфолку (1549) .
У 1870—1875 рр. ферми, що знаходились на острові були перебудовані, було відкрито невеликий вапняковий кар'єр та побудовано вапняну піч.
В 1985 році на Бардсі збудували першу методистську каплицю.
На 1841 рік на острові проживало 90 осіб. У 1881 році кількість населення зросла до 132, однак до 1961 року на острові проживало 17 людей.
В колишній каплиці на острові було відкрито невелику школу (1919), але в 1953 році, вона була закрита.
На 2019 рік на Бардсі мешкало одинадцять осіб .
Єдиним уцілілим фруктовим садом острова, вважається, вузлувата та покручена яблуня, виявлена Яном Старроком, яка росте біля Плас-Баха. Її доглядали ченці, які мешкали на острові тисяча років тому.
У 1998 році експерти з сортів британських яблук, заявили, що це дерево було єдиним зразком раніше незареєстрованого сорту яблук Бардсі. Цей сорт розмножується щепленням. З моменту його виявлення відновилося розмноження інших сортів валлійських яблук .
На південній частині острова розташований маяк, який вказує шлях суднам, що проходять через канал Святого Георгія та Ірландське море. Він був побудований у 1821 році Джозефом Нельсоном. Маяк має квадратний розріз і пофарбований у червоні та білі смуги.

## Природа
У 1986 році острів було оголошено національним природним заповідником. На Бардсі засновано (англ. Bardsey Bird and Field Observatory) обсерваторію птахів (1953).
На острові присутні рідкісні лишайники, різні види мохоподібних, рослин та птахів. Тому його вважають місцем особливого наукового інтересу. На схилах острова зустрічаються два рідкісні в національному масштабі верескові лишайники: війчастий ремінчастий та золотоволосий лишайники. Загалом існує понад 350 видів лишайників.
На острові регулярно гніздяться: ворони, пугачі, устриці та рідкісні качани. Сотні морських птахів, у тому числі бритодзьоби, щирики, кайри гніздяться на скелях східної частини острова.
Острів є одним із найкращих місць у Гвінеді, де можна побачити сірих тюленів.
У 2023 році, Бардсі став першим у Європі, який отримав сертифікат Міжнародного заповідника темного неба (англ. International Dark Sky Sanctuary)
.

## Культурне життя
Однією з традицій острова є обрання короля. З 1826 року коронацію здійснював барон Ньюборо або його представник.
Першим королем Бардсі був Джон Вільямс. На початку Першої світової війни останній король Лав Прітчард, запропонував свою кандидатуру та людей острова Бардсі на військову службу, але йому було відмовлено, оскільки він вважався занадто старим (на той час йому був 71). Прітчард образився і оголосив: острів нейтральною територією. 
Про життя на острові Бардсі створено фільм «Острів в течії» (англ. The Island in the Current), режисера-любителя із Браунхіллз Едгара Еварта Прітчарда (1953). Копія запису фільму зберігається в Національному архіві екрану та звуку Уельсу.
Роман Джеймса Роллінза «Ключ судного дня» (2009) стосується Бардсі та його міфології. Згадка про острів є також у письменника-криміналіста Марка Біллінгхема у його романі 2014 року «Кістки під ним».
Шкільна вчителька острова Діліс Кадваладр, у 1953 році стала першою жінкою, яка отримала нагороду на National Eisteddfod за свій довгий вірш "Y Llen" про острів, а художниця Бренда Чемберлен двічі вигравала золоту медаль за мистецькі здобутки в Eisteddfod.

## Легенди острова
Острів вважається місцем поховання Мерліна, який спить у печері, охороняючи «Тринадцять скарбів Британії» .
Існує легенда про те, що острів є справжнім Авалоном і місцем останнього спочинку короля Артура, який відступив туди після поранення в битві.
Після заснування на Бардсі монастиря, святий Леуддад культивував ідею, що кожен, хто помре на острові, не потрапить до пекла. Це був піар-успіх: до раннього Середньовіччя острів вважався одним із найсвятіших місць Великої Британії та щороку приваблював сотні паломників.